# Józef Grudziński
Józef Grudziński, pseud. Kwiatkowski, Józef, Zygmunt, Deczyński, Walenty, przybrane nazwisko Brudziński (ur. 17 marca 1903 w Zakręciu koło Krasnegostawu, zm. 2 września 1944 w Warszawie) – działacz polskiego ruchu ludowego, społecznik, publicysta i poeta.

## Życiorys
Ukończył Gimnazjum im. Władysława Jagiełły w Krasnymstawie, studiował na Uniwersytecie Jagiellońskim w Krakowie oraz w Wolnej Wszechnicy Polskiej w Warszawie. Początkowo na terenie powiatu krasnostawskiego uczestniczył w pracach Centralnego Związku Młodzieży Wiejskiej, a następnie po rozłamie organizacji w Związku Młodzieży Wiejskiej RP „Wici”. Był członkiem Stronnictwa Chłopskiego, a potem Stronnictwa Ludowego, gdzie pełnił funkcję członka Rady Naczelnej. Sprzeciwiał się rozłamowi w SL, współpracował z pismami lokalnymi, jak „Ziemia Krasnostawska”, ale też redagował oraz współtworzył periodyki wydawane centralnie: „Wici”, „Gazeta Chłopska”, „Młoda Myśl Ludowa” czy „Zielony Sztandar”. Zajmował się ideą agraryzmu.

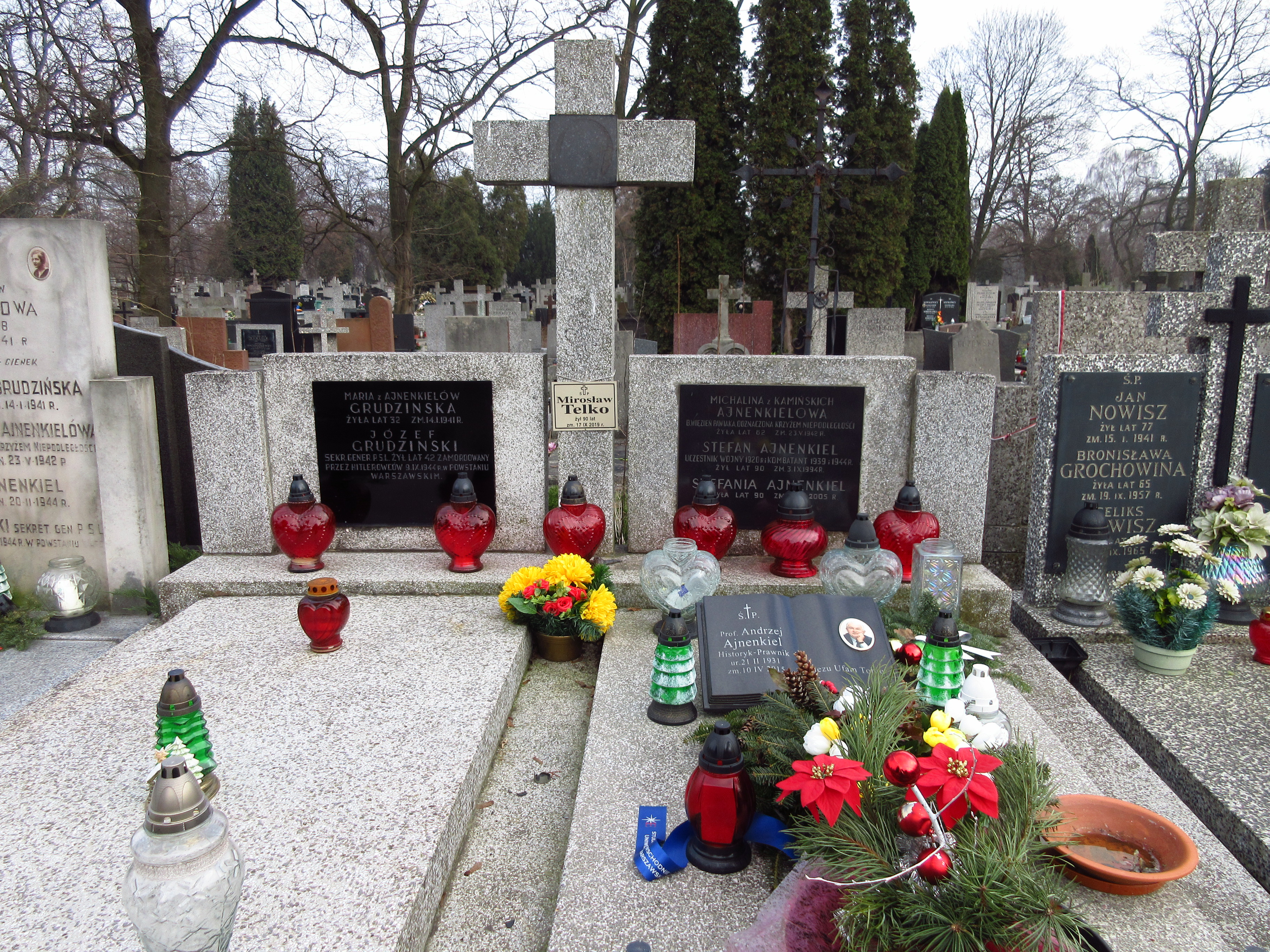
Grób Józefa Grudzińskiego na Cmentarzu Bródnowskim.

Podczas okupacji niemieckiej w latach 1939–1944 działał w konspiracji, był przedstawicielem ludowców w Politycznym Komitecie Porozumiewawczym, a następnie w Krajowej Reprezentacji Politycznej. Od marca 1944 był zastępcą przewodniczącego Rady Jedności Narodowej. W Warszawie, był też współorganizatorem księgarni – punktu kontaktowego ludowców, współpracował ze wszystkimi organami prasowymi Stronnictwa Ludowego „Roch”, z ramienia ludowców był koordynatorem akcji pomocowej Żydom „Żegota”, współpracował z komórkami Delegatury Rządu na Kraj, opowiadał się za jednością całego ruchu konspiracyjnego oraz za unifikacją Armii Krajowej i Batalionów Chłopskich.
Zamordowany przez Niemców przy ulicy Podhalańskiej podczas powstania warszawskiego, był najwyższym pod względem pełnionych funkcji cywilnym działaczem politycznym należącym do władz Polskiego Państwa Podziemnego.
Zwłoki Józefa Grudzińskiego, jak i pozostałych osób zamordowanych przez Niemców, zostały odnalezione w ruinach na początku 1946 przez właściciela dawnej kamienicy. Uroczystość pogrzebowa Grudzińskiego stała się wielką manifestacją działaczy ruchu ludowego, rozpoczęła się 22 stycznia 1946 mszą w kościele św. Aleksandra na placu Trzech Krzyży w Warszawie, a zakończyła na cmentarzu na Bródnie (kwatera 64C-4-21).